# Bersényi Demeter

Bersényi Demeter (17. század – 18. század) egri prépost.

## Élete
Nemes szülőktől származott; a humaniórákat és bölcseletet, majd a teológiát Kassán végezte.
1673-ban lépett be a rendbe és 1686-ban hagyta azt el. 1695-ben mint jászói plébános került be a káptalanba mesterkanonokként, majd három évvel később már a Szent Péterről nevezett egervári prépostság prépostja. 1712-től 1713-ig, haláláig olvasókanonok.

## Munkái
- Quaestituncula judiciaria, an nimirum judex, etiam in quaestione juris tantum secundum allegata et probata debeat ferre sententiam. Bartphae, 1708